# Spreeinsel
Spreeinsel (Spreeøen) er en ø i det centrale Berlin.
Den nordlige del var i middelalderen et sumpområde. Senere blev området brugt til haver og som park, Lustgarten. Fra det 19. århundrede blev de berømte preussiske museer som nu er kendt som Museumsinsel bygget på øens nordligste del. Museumsinsel står på UNESCOs Verdensarvsliste.
På midten af øen blev der i middelalderen bygget en borg, som senere blev udbygget til slot, og var sæde for de brandenburgiske kurfyrster og de preussiske konger. Pladsen foran hedder Schloßplatz. Slottet blev sprængt af kommunistregimet i DDR i 1950, og regimet byggede to nye bygninger: Statsrådsbygningen og Palast der Republik. Forbundsdagen bestemte i 2003 at nedrive Palast der Republik og genopføre slottet.
Lige ved siden af står Berliner Dom, med bl.a. Hohenzollernfamiliens krypt.
På den sydlige del af øen lå byen Cölln, som frem til 1709 var Berlins nærmeste nabo. Den sydlige del kaldes i dag Fischerinsel, og er et boligområde.

## Eksterne links
- Wikimedia Commons har flere filer relateret til Spreeinsel

52°30′58″N 13°24′8″Ø / 52.51611°N 13.40222°Ø